# Resolutie 1457 Veiligheidsraad Verenigde Naties
Resolutie 1457 van de Veiligheidsraad van de Verenigde Naties werd unaniem door de
VN-Veiligheidsraad aangenomen op 24 januari 2003.

## Achtergrond
In 1994 braken in de Democratische Republiek Congo etnische onlusten uit die onder meer werden veroorzaakt door de vluchtelingenstroom uit de buurlanden Rwanda en Burundi. In 1997 beëindigden rebellen de lange dictatuur van Mobutu en werd Kabila de nieuwe president. In 1998 escaleerde de burgeroorlog toen andere rebellen Kabila probeerden te verjagen. Zij zagen zich gesteund door Rwanda en Oeganda. Toen hij in 2001 omkwam bij een mislukte staatsgreep werd hij opgevolgd door zijn zoon. Onder buitenlandse druk werd afgesproken verkiezingen te houden die plaatsvonden in 2006 en gewonnen werden door Kabila. Intussen zijn nog steeds rebellen actief in het oosten van Congo en blijft de situatie er gespannen.

## Inhoud

### Waarnemingen
De Veiligheidsraad wilde meehelpen ervoor te zorgen dat de plundering van Congo's natuurlijke rijkdommen werd gestopt. Intussen bleef de situatie in dat land de vrede en stabiliteit in het Grote Merengebied bedreigen.

### Handelingen
Er was een rapport ontvangen van het panel van experts dat de illegale ontginningen onderzocht. Die illegale ontginning werd door de Veiligheidsraad streng veroordeeld. Het was een van de belangrijkste aanstokers van het conflict in de regio.
Belangrijke stappen om er een einde aan te maken waren de terugtrekking van alle buitenlandse troepen en de oprichting van een overgangsregering die de ontginningsactiviteiten onder controle kan houden. De grondstoffen en bijhorende industrie waren belangrijk voor Congo's toekomst en alle landen en organisaties werd gevraagd het land te helpen er controle over te verwerven.
Het verband van de illegale ontginning en het conflict moest verder onderzocht worden. Daarom vroeg men aan de secretaris-generaal om het panel van experts een nieuw mandaat van zes maanden te geven.
Landen die in het vorige rapport van de experts werden genoemd, werd gevraagd hier voor 31 maart op te reageren. Op hun vraag moest het panel hen ook alle documentatie die hen aanging bezorgen. Alle landen, en vooral die in de regio, werd gevraagd ook zelf een onderzoek te voeren om de vaststellingen van het panel, dat geen juridische entiteit is, te bewijzen.

## Verwante resoluties
- Resolutie 1417 Veiligheidsraad Verenigde Naties (2002)
- Resolutie 1445 Veiligheidsraad Verenigde Naties (2002)
- Resolutie 1468 Veiligheidsraad Verenigde Naties
- Resolutie 1484 Veiligheidsraad Verenigde Naties

Lijst ·  1455 ·  1456 ·  1457 ·  1458 ·  1459 ·  1460 ·  1461 ·  1462 ·  1463 ·  1464 ·  1465 ·  1466 ·  1467 ·  1468 ·  1469 ·  1470 ·  1471 ·  1472 ·  1473 ·  1474 ·  1475 ·  1476 ·  1477 ·  1478 ·  1479 ·  1480 ·  1481 ·  1482 ·  1483 ·  1484 ·  1485 ·  1486 ·  1487 ·  1488 ·  1489 ·  1490 ·  1491 ·  1492 ·  1493 ·  1494 ·  1495 ·  1496 ·  1497 ·  1498 ·  1499 ·  1500 ·  1501 ·  1502 ·  1503 ·  1504 ·  1505 ·  1506 ·  1507 ·  1508 ·  1509 ·  1510 ·  1511 ·  1512 ·  1513 ·  1514 ·  1515 ·  1516 ·  1517 ·  1518 ·  1519 ·  1520 ·  1521